# Harald Irmscher
Harald Irmscher (ur. 12 lutego 1946 w Oelsnitz/Erzgeb.) – piłkarz niemiecki grający na pozycji pomocnika.

## Kariera klubowa
Irmscher urodził się w mieście Oelsnitz/Erzgeb. Karierę piłkarską rozpoczął w tamtejszym klubie BSG Aktivist Karl Liebknecht Oelsnitz, w którym rozpoczął treningi w 1955 roku. W 1962 roku odszedł do Motoru Zwickau i w jego barwach zadebiutował w 1964 roku w rozgrywkach pierwszej ligi NRD. Od czasu debiutu był podstawowym zawodnikiem zespołu. W 1967 roku zajął z Motorem 3. miejsce w lidze, najwyższe za czasów występów w tym klubie. W tamtym roku zdobył też Puchar NRD (3:0 w finale z Hansą Rostock). Do 1968 roku rozegrał w barwach Zwickau 102 mecze i zdobył 12 goli.
Kolejnym klubem w karierze Irmschera był FC Carl Zeiss Jena, w którym, podobnie jak w Zwickau, był podstawowym zawodnikiem. W 1969 roku został z Carl Zeiss wicemistrzem Niemieckiej Republiki Demokratycznej. W 1970 roku doprowadził Carl Zeiss do swojego pierwszego w karierze tytułu mistrzowskiego, a w 1971 do drugiego wicemistrzostwa. Lata 1973–1975 to kolejne drugie miejsca Carl Zeiss z Haraldem w składzie, a w 1972 i 1974 zdobył on też Puchar NRD (odpowiednio 2:1 i 3:1 z Dynamem Drezno w finale). Do końca sezonu 1975/1976 wystąpił w 202 meczach klubu z Jeny, w których 36 razy trafiał do siatki rywali.
W 1976 roku Irmscher odszedł do Wismutu Gera. W 1977 roku awansował z nim do pierwszej ligi, a po roku gry zdecydował się zakończyć piłkarską karierę.
| Sezon   | Klub               | Kraj | Rozgrywki | Mecze | Bramki |
| ------- | ------------------ | ---- | --------- | ----- | ------ |
| 1964/65 | Motor Zwickau      | NRD  | 1. liga   | 26    | 3      |
| 1965/66 | Motor Zwickau      | NRD  | 1. liga   | 26    | 1      |
| 1966/67 | Motor Zwickau      | NRD  | 1. liga   | 26    | 5      |
| 1967/68 | Motor Zwickau      | NRD  | 1. liga   | 24    | 3      |
| 1968/69 | FC Carl Zeiss Jena | NRD  | 1. liga   | 26    | 7      |
| 1969/70 | FC Carl Zeiss Jena | NRD  | 1. liga   | 26    | 5      |
| 1970/71 | FC Carl Zeiss Jena | NRD  | 1. liga   | 26    | 3      |
| 1971/72 | FC Carl Zeiss Jena | NRD  | 1. liga   | 26    | 4      |
| 1972/73 | FC Carl Zeiss Jena | NRD  | 1. liga   | 25    | 3      |
| 1973/74 | FC Carl Zeiss Jena | NRD  | 1. liga   | 26    | 8      |
| 1974/75 | FC Carl Zeiss Jena | NRD  | 1. liga   | 22    | 5      |
| 1975/76 | FC Carl Zeiss Jena | NRD  | 1. liga   | 25    | 1      |
| 1976/77 | Wismut Gera        | NRD  | 2. liga   | ?     | ?      |
| 1977/78 | Wismut Gera        | NRD  | 1. liga   | 26    | 3      |

## Kariera reprezentacyjna
W reprezentacji NRD Irmscher zadebiutował 4 września 1966 roku w wygranym 6:0 towarzyskim spotkaniu z Egiptem. W 1972 roku był członkiem olimpijskiej kadry NRD, która na igrzyskach olimpijskich w Monachium wywalczyła brązowy medal. W 1974 roku został powołany przez selekcjonera Georga Buschnera do kadry na Mistrzostwa Świata w RFN, jedyny mundial na którym uczestniczyła kadra NRD. Tam Harald wystąpił w czterech meczach swojej drużyny: z Australią (2:0), z Chile (1:1), z RFN (1:0) i z Brazylią (0:1). Ostatni mecz w kadrze narodowej rozegrał w październiku 1974 przeciwko Szkocji (0:3). Łącznie wystąpił w niej 36 meczach i zdobył 3 gole.